# علاج باللف داخل الأوعية
اللف داخل الأوعية هو وسيلة علاجية تُطبق داخل الأوعية الدموية المصابة مثل أمهات الدم داخل القحف والنزوف في مختلف أنحاء الجسم. يخفض هذا الإجراء جريان الدم عبر أم الدم باستخدام أسلاك جراحية دقيقة قابلة للفصل مصنوعة من البلاتين، إذ يدخل الطبيب المعالج واحدًا أو أكثر من هذه الأسلاك إلى أم الدم حتى يتأكد من عدم وجود جريان دموي في المنطقة المصابة. تعتبر هذه الطريقة واحدة من طريقتين لعلاج أمهات الدم الدماغية إذ يعتبر الغرز الجراحي طريقة بديلة. إضافة إلى ذلك يعتبر الغرز الجراحي بديلًا عن وضع الدعامة الوعائية لعلاج النزوف.

## الاستخدامات الطبية
يُستخدم اللف داخل الأوعية لعلاج أمهات الدم الدماغية. الهدف الأساسي من هذا العلاج هو الوقاية من التمزق في أمهات الدم غير المتمزقة، والوقاية من عودة النزف في أمهات الدم المتمزقة من خلال تقليل جريان الدم إلى المساحة الداخلية لأم الدم. من الناحية السريرية، لتكون كثافة الأسلاك كافية، يجب أن تحقق نحو 20% إلى 30% أو أكثر من حجم أم الدم المستهدفة، الأمر الذي يحتاج عادة إلى إدخال أسلاك متعددة. قد تكون الحجوم الكبيرة أكثر صعوبة نظرًا للطبيعة الحساسة لأم الدم، كما أن نسبة حدوث التمزق خلال التداخل مرتفعة قد تصل إلى 7.6%. في أمهات الدم المتمزقة، يُجرى اللف بسرعة بعد التمزق بسبب الخطورة العالية لعودة النزف خلال الأسابيع الأولى التالية للتمزق الأول. المرضى الأكثر ملاءمة لهذا الإجراء هم المصابون بأمهات دم ذات قياس عنق صغير (أقل من 4 ميليمتر في الحالات المثالية) وقطر لمعة يقل عن 25 ميليمتر وأمهات الدم المميزة بوضوح عن الوعاء الأم. تتعرض أمهات الدم الكبيرة إلى تكدس اللفات وانضغاطها، يعود ذلك إلى نقص كثافة التكديس (الحاجة إلى المزيد من اللفات) وازدياد جريان الدم. يجعل هذا الانضغاط اللفات المعدنية غير قابلة للاستخدام لأنها تصبح غير قادرة على كبح الجريان الدموي. لكن التقدم التكنلوجي قدم إمكانية إجراء اللف على العديد من أمهات الدم الأخرى.

### النتائج
شككت دراسات عديدة بفعالية اللف داخل الأوعية مقارنة بالغرز الجراحي التقليدي. تنبع غالبية المخاوف من احتمال النزف المتأخر أو أشكال أخرى عودة الجريان في المنطقة المعالجة. نظرًا لطبيعته قليلة التداخل، يتميز اللف داخل الأوعية بسرعة التعافي مقارنة بالغرز الجراحي، إذ وجدت إحدى الدراسات انخفاضًا ملحوظًا في احتمال الوفاة أو الاتكالية مقارنة بجمهور من مرضى الجراحة العصبية.
لوحظ أيضًا انخفاض في معدلات الاختلاطات التالية للف مقارنة بتلك الملاحظة عادة بعد الجراحة المجهرية (11.7% و17.6% لكل من اللف والجراحة المجهرية على الترتيب). على الرغم من ذلك، سُجلت معدلات عالية من التمزق خلال اللف تصل حتى 7.6%. وُجد أن النتائج السريرية متشابهة بالمراجعة بعد شهرين وبعد سنة بين اللف والجراحة العصبية.
تختلف تقديرات النكس بعد الإجراء لتتراوح بين 20% و50% من أمهات الدم الدماغية الناكسة خلال عام واحد من اللف، كما تذكر التقارير ازدياد احتمال النكس مع الزمن. تشبه هذه النتائج تلك التي أعلنت عنها مجموعات أخرى للعلاج الوعائي. تساءلت دراسات أخرى فيما إذا كانت لفات ماتريكس الجديدة أفضل أداء من لفات البلاتين التقليدية.
اختبرت الدراسة الدولية لأمهات الدم تحت العنكبوتية فعالية اللف داخل الأوعية مقابل الغرز التقليدي بالجراحة المجهرية. وجدت الدراسة في البداية نتائج تعطي أفضلية واضحة لتقنية اللف، لكن نتائج هذه الدراسة وطرائقها تعرضت للانتقاد. منذ إصدار هذه الدراسة عام 2002 ثم مرة ثانية عام 2005، وجد عدد من الدراسات معدلات نكس أعلى عند إجراء اللف، في حين وجدت دراسات أخرى عدم وجود إجماع واضح يميز طريقة عن الأخرى.

## المخاطر
تشمل المخاطر الممكنة لهذه الطريقة حدوث السكتة الدماغية وتمزق أم الدم خلال الإجراء ونكس أم الدم أو تمزقها في وقت لاحق. إضافة إلى ذلك، يمكن أن يفشل العلاج باللف لدى بعض المرضى. بشكل عام، يُجرى اللف فقط عندما تكون خطورة تمزق أم الدم أكبر من خطورة هذا العمل بحد ذاته.
بشكل مشابه للمرضى الذين يخضعون لعمليات الجراحة العصبية، يؤدي اللف إلى زيادة معدل استهلاك الطاقة الأساسي (عند الراحة)، لكن هذه الزيادة أقل بقليل من تلك التالية للبديل الجراحي العصبي. يمكن أن يؤدي ذلك إلى سوء التغذية إذا لم تُتخذ خطوات للتعويض الغذائي عن معدل الاستقلاب المرتفع.

## الآلية
تعمل هذه التقنية العلاجية من خلال تحريض تجلط الدم (الخثار) ضمن أم الدم، الأمر الذي يؤدي في النهاية إلى إيقاف تدفق الدم ضمنها. يمكن تحقيق ذلك من خلال تقليل كمية الدم الداخل إلى أم الدم وزيادة زمن بقاء الدم (وبالتالي تخفيف سرعة جريانه) ضمن مساحة أم الدم وتقليل إجهاد القص الجداري لجدار أم الدم. يعتمد التغير في تدفق الدم، أو ديناميكا الدم، في النهاية على عدد من العوامل منها:
- نوع أم الدم (موجودة مباشرة على الشريان الأصلي أو على تفرع للشريان)
- موقع أم الدم (الزاوية النسبية لأم الدم على اتجاه جريان الدم ضمن الوعاء)
- كثافة تكديس أسلاك اللف
- زاوية انحناء الوعاء الأصلي
- قياس عنق أم الدم

في حين تعتبر هذه العوامل شديدة الأهمية لنجاح العملية، يعتمد التخثر في النهاية على عمليات بيولوجية، أما اللف فدوره فقط هو توفير الظروف المناسبة لهذه العملية، في سبيل النتيجة المرجوة (إغلاق أم الدم).

## الإجراء
عادة ما يجري طبيب الأشعة التداخلية العصبية هذا العلاج بعد وضع المريض تحت التخدير العام. يتم هذا الإجراء بالكامل تحت توجيه التنظير التألقي. تُدخل قثطرة دليل عبر الشريان الفخذي وصولًا إلى مكان قريب من أم الدم ثم يُستخدم التصوير الوعائي لتحديد موقع أم الدم وتقييمها. بعد ذلك، توجه قثطرة دقيقة إلى أم الدم.
أم دم مستأصلة من الشريان المخي المتوسط مملوءة بلفات متعددة.
يستخدم العلاج أسلاكًا ملفوفة قابلة للفصل مصنوعة من البلاتين تُدخل إلى أم الدم باستخدام القثطرة الدقيقة. هناك عدة أنواع من أسلاك اللف، منها أسلاك غوغليلمي (جي دي سي) المصنوعة من البلاتين وأسلاك ماتريكس المغلفة بالبوليمر الحيوي والأسلاك المغلفة بالهيدروجيل. تتوفر الأسلاك بعدة خيارات ممكنة من الأقطار والأطوال والمقاطع المعترضة.
في البداية يُدخل سلك اللف بمحاذاة جدار أم الدم لتشكيل إطار يحيط بجوف يُملأ تدريجيًا بالمزيد من الأسلاك. يمكن استخدام سلسلة من أسلاك اللف الأخرى بشكل مشابه. يُحدد نجاح العملية بحقن مادة ظليلة في الشريان الأصلي وإجراء التقييم الكمي لجريان المادة ضمن أم الدم باستخدام التصوير التألقي. إذا لم يُلاحظ تدفق، نعتبر التداخل قد انتهى بنجاح. في حالة أمهات الدم ذات العنق العريض قد يحتاج الطبيب إلى إدخال دعامة ضمن الوعاء.